# Patrick Brice
Patrick Brice (Grass Valley, 23 aprile 1983) è un regista, sceneggiatore e attore statunitense.

## Biografia
Nato e cresciuto a Grass Valley, si è successivamente laureato presso il California Institute of the Arts (CalArts) School of Film & Video. Nel 2014 debutta come regista, sceneggiatore e attore nel film Creep, mockumentary horror in cui collabora con Mark Duplass, uno dei fondatori del movimento mumblecore, il quale partecipa al film come co-sceneggiatore e attore protagonista. Il film viene prodotto dalla Blumhouse Productions e distribuito da Netflix, ottenendo una certa rilevanza internazionale. In virtù di questo successo, tre anni dopo il regista realizza Creep 2. Il terzo capitolo della saga è in fase di sviluppo.
Al di fuori della saga di Creep, nel 2015 Brice dirige e sceneggia il film The Overnight e co-dirige il cortometraggio Hang Loose. A partire dal 2017 lavora ad alcuni episodi della serie TV Room 104, ancora una volta nella doppia veste di regista e sceneggiatore. Nel 2019 dirige il film Animali da ufficio, il quale viene presentato nel corso del Sundance Film Festival. Nel 2021 dirige il film Netflix C'è qualcuno in casa tua.

## Filmografia

### Attore

#### Cinema
- Creep (2014)
- The Overnight (2015)
- Creep 2 (2017)
- Animali da ufficio (2019)
- C'è qualcuno in casa tua (2021)

#### Televisione
- Room 104 – Serie TV, 6 episodi (2017-2020)

### Sceneggiatore

#### Cinema
- Creep (2014)
- The Overnight (2015)
- Creep 2 (2017)

#### Televisione
- Room 104 – Serie TV, 6 episodi (2017-2020)